# Felipa Hernández Barragán

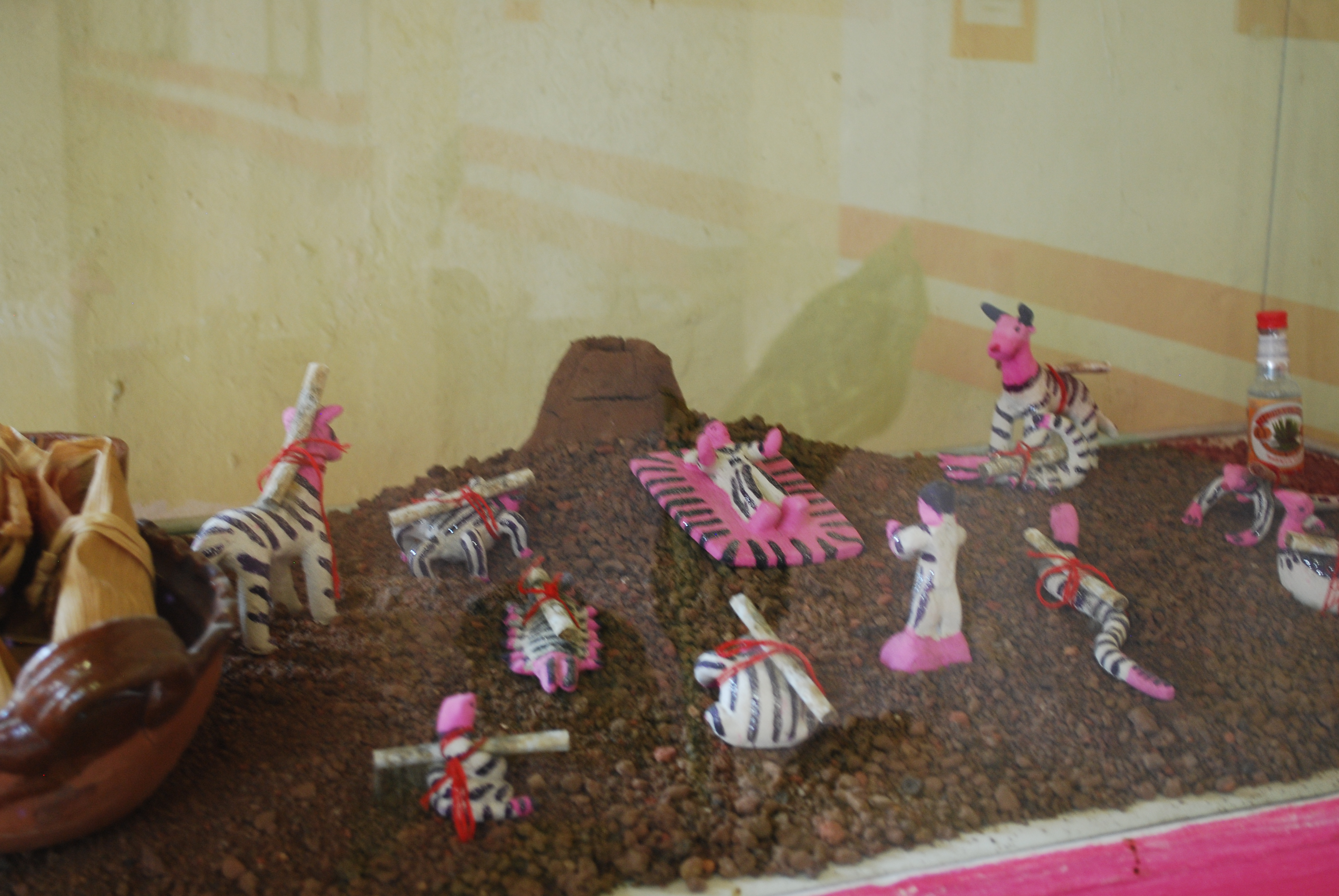
”Juego de Aire” de la artesana.

Felipa Hernández Barragán (1910-2011) es una alfarera mexicana conocida por hacer un juego de figuras usadas para curar dolencias o enfermedades causadas por un "mal aire".

## Biografía
Hernández Barragán nació y creció en Tlayacapan, un pueblo pequeño en el estado de Morelos, al sur de la Ciudad de México. Este pueblo se localiza en un valle rodeado por las montañas Chichinautzin, lo cual afecta los patrones del viento y de la lluvia, que repercuten en las creencias locales.
Felipa empezó a trabajar con arcilla en 1931, trabajando con su madre, Virginia Cervantes, quien era curandera. Aunque no existen registros de ello, la tradición familiar indica que estas vocaciones se transmitían entre las mujeres de generación en generación. Aunque Hernández Barragán no llegó a ser curandera, demostró tener destreza en la alfarería, haciendo no sólo los juegos de figuras por los que es reconocida  ("juegos del aire" para curar dolencias causadas por un "mal aire"), sino también por objetos tradicionales y prácticos de vidrio. Hernández Barragán continuó fabricando piezas hasta mediados del año 2000, cuando dejó a cargo a su hija, María del Refugio Reyes Hernández. Algunas de las piezas hechas por Felipa Hernández Barragán se encuentran en la exposición permanente del Museo Comunitario de Tlayacapan, junto con una descripción completa del ritual de elaboración.

## Juegos del aire
Este conjunto de piezas consta de 12 pequeñas figuras, de entre 5 y 8 centímetros de alto, suficientemente pequeñas para ser quemadas en un comal, cubierto con una olla, simulando una pequeña estufa. Hay dos tipos de juegos, uno para niños y otro para adultos. En ambos, las piezas son pintadas por completo de blanco, excepto las caras, que son rosas y unas líneas rojas en los juegos para niños y líneas negras en los juegos para adultos. Ambos son pintados con esmalte y las líneas tienen puntos de diamantes. El uso del rojo y el negro se revoca a los orígenes mesoamericanos, relacionados con la posición del sol. Los juegos incluyen dos figuras humanas, una en un colchón o petate, que representa a la persona enferma y otra que representa al curandero, que tiene una paloma en las manos. Otra pieza es una paloma, que funciona como silbato. Las nueve piezas restantes son animales que son considerados perjudiciales: la serpiente, el milpiés, la lagartija, la tarántula, la araña, la rana, el coyote, el escorpión y el toro. El toro es una adición tardía, ya que fue introducido por los españoles, que en algunas historias se le relaciona con el diablo.
Las piezas no son solamente una ofrenda, sino que cada una tiene una función específica en la ceremonia de curación. La idea básica detrás de la ceremonia de curación, es que ciertas afecciones vienen del "mal aire" que causa un desequilibrio en el paciente. Esto tiene su origen en una creencia mesoamericana sobre las propiedades positivas y negativas del viento. Los diferentes animales representan un tipo de "mal aire", concepto reforzado al atar pequeños cigarros a cada animal con un alambre rojo. La finalidad es sacar el aire del paciente y que se absorba en la tierra. Por esta razón, las figuras de animales están hechas de arcilla.
Después de atar los cigarros a las figuras de animales, cada una se pasa sobre el paciente realizando una limpieza mientras se dicen plegarias. Luego, cada animal se deposita en una canasta hecha de papel crepé rojo. En esta parte de la ceremonia se retira el "mal aire" del paciente. Posteriormente, la canasta se lleva afuera a un hormiguero con ofrendas de comida como mole, tamales y velas. Se usa como silbato a la paloma, dirigida a los cuatro puntos cardinales, cuya finalidad es enterrar el "mal aire" en la tierra, usando a las hormigas como acarreadoras.